# Wilhelm Ramsay

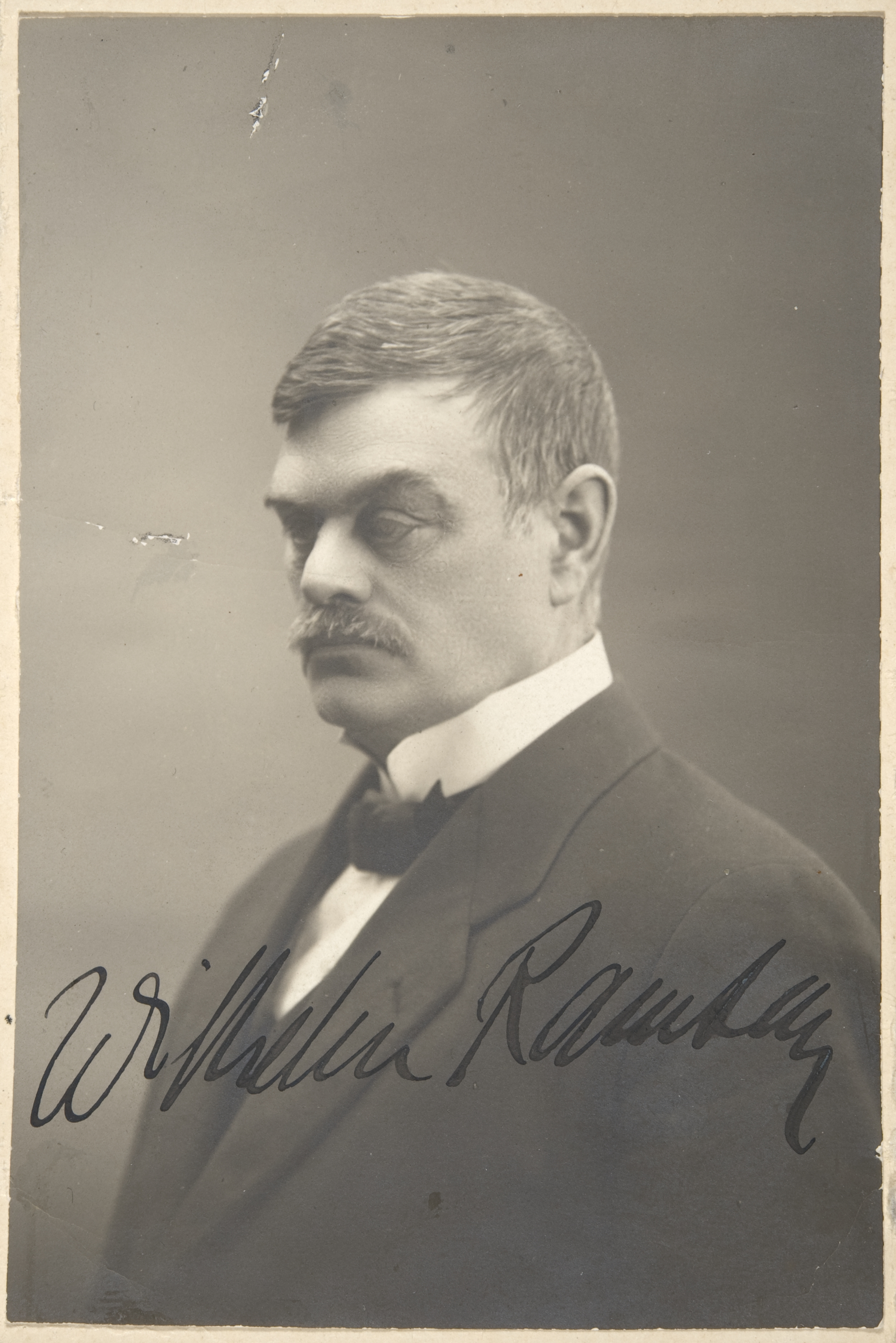
Wilhelm Ramsay

Wilhelm Ramsay, född 20 januari 1865 på Dalsbruk, Dragsfjärd, Egentliga Finland, död 6 januari 1928 i Helsingfors, var en finländsk geolog.

## Biografi
Ramsay avlade studentexamen i Helsingfors 1882 och studerade därefter kemi och mineralogi, varjämte han under somrarna deltog i fältarbetena för Finlands geologiska undersökning. Han fortsatte sin utbildning 1885–1887 vid Stockholms högskola under ledning av Waldemar Christopher Brøgger samt studerade 1888–1889 och 1892–1893 kristallografi och mineralogi vid universiteten i München, Göttingen och Paris samt petrografi hos Harry Rosenbusch i Heidelberg. Efter att redan tidigare ha utgett några uppsatser om geologin i de av honom undersökta trakterna av Finland disputerade han 1887 för licentiatgrad med avhandlingen Om ljusets absorption i epidot från Sulzbachsthal. Han utnämndes 1888 till docent samt var 1899–1928 professor i mineralogi och geologi vid Helsingfors universitet.
År 1887 hade han som geolog deltagit i en från Finland utsänd expedition till Kolahalvön och återvände sedan under de följande åren flera gånger till detta förut okända gebit. Det utomordentligt rika materialet från dessa resor gav honom ämne till flera avhandlingar, såsom: Das Nephelinsyenitgebiet auf der Halbinsel Kola (I, tillsammans med Victor Hackman, 1894; II 1898), Urtit, ein basisches Endglied der Augitsyenit-Nephelinsyenit-Serie (1896), Über die geologische Entwicklung der Halbinsel Kola in der Quartärzeit (1898) och Über den Eudialyt von der Halbinsel Kola (1893). Senare utsträckte han sina resor till trakterna mellan Vita havet och Onega, om vilka hans uppsatser, Beiträge zur Geologie der präkambrischen Bildungen im Gouvernemente Olonez I (1906) och Quartärgeologisches aus Onega-Karelien (1906) bär vittne, samt till Kaninhalvön, som skildras i Beiträge zur Geologie der recenten und pleistocänen Bildungen der Halbinsel Kanin (1904) och Beiträge zur Geologie der Halbinsel Kanin (1911), och till andra orter i Ryssland.
Han fann dock tillfälle till undersökningar av geologin även i andra delar av Fennoskandia, vilken allmänt använda benämning han införde för Skandinavien med Finland och angränsande gebit. Från Kuusamo beskrev han den nya bergartsgruppen ijolit samt lämnade värdefulla bidrag till kännedomen om södra Finlands kvartära geologi. I flera arbeten behandlade han frågor av mineralogisk eller kristallografisk betydelse eller ämnen från andra områden av vetenskapen, till exempel Der Meteorit von Bjurböle bei Borgå (tillsammans med Leonard Borgström, 1902) och Orogenesis und Klima (1910), vari påpekas sambandet mellan klimatet och bergskedjeveckningarna under de geologiska perioderna. Under senare år ägnade han sig åt undersökning av Finlands kvartära nivåförändringar och de jordskorperörelser, som förorsakat dem. Han utgav dessutom de mycket lästa läroböckerna Geologiens grunder (1909; andra upplagan 1912; tredje upplagan, bearbetad av Pentti Eskola, Bror Asklund, Gustaf Troedsson och Matti Sauramo, 1931) samt Finlands geologiska utveckling från istiderna intill våra dagar (1894; andra upplagan 1900).
Ramsay blev 1914 ledamot av svenska Vetenskapsakademien och 1915 av Fysiografiska sällskapet i Lund.
Ramsay upptäckte på Kolahalvön en stenart som fick hans namn Ramsayit.